# Western Collegiate Hockey Association
La Western Collegiate Hockey Association (WCHA) è una conference formata da squadre universitarie appartenente alla Division I della National Collegiate Athletic Association riservata esclusivamente all'hockey su ghiaccio, sia maschile che femminile. La maggior parte delle squadre che nel corso degli anni hanno partecipato alla Conference hanno sede negli stati del Midwest, oltre ad alcune eccezioni come l'Alaska, l'Alabama e il Colorado.
Le formazioni appartenenti alla WCHA detengono il record con 36 successi nel campionato nazionale della NCAA, l'ultimo dei quali ottenuto nel 2011 dai Minnesota-Duluth Bulldogs. In aggiunta le squadre della WCHA sono state finaliste nazionali per 28 volte.  La WCHA ha vinto inoltre tutti i titoli nazionali NCAA femminili, istituiti a partire dal 2001.

## Storia
La lega fu fondata nel 1951 con il nome di Midwest Collegiate Hockey League (MCHL), mentre fino al 1958 fu conosciuta come Western Intercollegiate Hockey League (WIHL). La stagione 1958-59 non venne disputata a causa della protesta di alcune università circa i metodi di reclutamento dei giocatori da parte di alcuni atenei. L'attuale Western Collegiate Hockey Association nacque con la stagione 1959-1960.  Nel 2005 il torneo NCAA Frozen Four fu caratterizzato dalla presenza di sole squadre appartenenti alla WCHA.
Nel 2006 l'Università del Wisconsin-Madison conquistò per la prima volta nella storia della Division I di hockey su ghiaccio NCAA sia il titolo maschile che quello femminile.
Nel campionato maschile la squadra vincitrice della stagione regolare è premiata con la MacNaughton Cup, mentre i vincitori al termine della WCHA Final Five si aggiudicano il Broadmoor Trophy.

## Membri

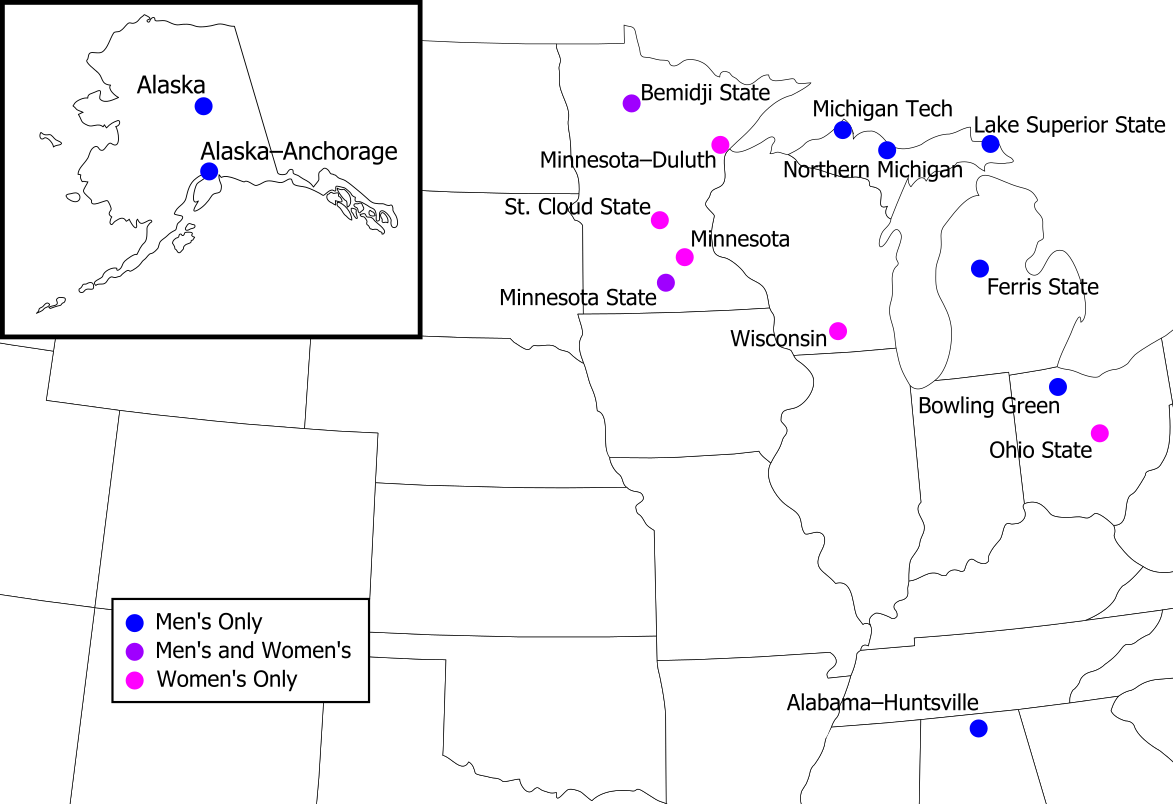
Mappa dei membri della Western Collegiate Hockey Association.

La WCHA conta 15 membri in totale; nella divisione maschile militano 10 squadre, mentre nel campionato femminile le formazioni presenti sono 7. Solo due università, Bemidji State e Minnesota State, giocano nella Conference con entrambe le proprie squadre.

### Squadre maschili
| Squadra                    | Città            | Stato     | Fondazione | Ingresso       | Università | Titoli NCAA |
| -------------------------- | ---------------- | --------- | ---------- | -------------- | ---------- | ----------- |
| UA Huntsville Chargers     | Huntsville       | Alabama   | 1969       | 2013           | Pubblica   | 0           |
| Alaska A. Seawolves        | Anchorage        | Alaska    | 1977       | 1993           | Pubblica   | 0           |
| Alaska Nanooks             | Fairbanks        | Alaska    | 1917       | 2013           | Pubblica   | 0           |
| Bemidji S. Beavers         | Bemidji          | Minnesota | 1919       | 2010           | Pubblica   | 0           |
| Bowling Green Falcons      | Bowling Green    | Ohio      | 1910       | 2013           | Pubblica   | 1           |
| Ferris State Bulldogs      | Big Rapids       | Michigan  | 1884       | 2013           | Pubblica   | 0           |
| Lake Superior S. Lakers    | Sault Ste. Marie | Michigan  | 1946       | 2013           | Pubblica   | 3           |
| Michigan Tech Huskies      | Houghton         | Michigan  | 1885       | 1951-1981 1984 | Pubblica   | 3           |
| MSU Mavericks              | Mankato          | Minnesota | 1867       | 1999           | Pubblica   | 0           |
| Northern Michigan Wildcats | Marquette        | Michigan  | 1899       | 1984-1997 2013 | Pubblica   | 1           |

### Squadre femminili
| Squadra                 | Città                    | Stato     | Fondazione | Ingresso | Università | Titoli NCAA |
| ----------------------- | ------------------------ | --------- | ---------- | -------- | ---------- | ----------- |
| Bemidji S. Beavers      | Bemidji                  | Minnesota | 1919       | 1999     | Pubblica   | 0           |
| Minnesota Gophers       | Minneapolis e Saint Paul | Minnesota | 1851       | 1999     | Pubblica   | 5           |
| MN Duluth Bulldogs      | Duluth                   | Minnesota | 1947       | 1999     | Pubblica   | 5           |
| MSU Mavericks           | Mankato                  | Minnesota | 1867       | 1999     | Pubblica   | 0           |
| Ohio State Buckeyes     | Columbus                 | Ohio      | 1870       | 1999     | Pubblica   | 0           |
| St. Cloud State Huskies | St. Cloud                | Minnesota | 1869       | 1999     | Pubblica   | 0           |
| Wisconsin Badgers       | Madison                  | Wisconsin | 1848       | 1999     | Pubblica   | 4           |

### Ex-membri maschili
| Squadra                   | Città                    | Stato           | Fondazione | Ingresso | Ritiro | Titoli NCAA | Conference successiva | Conference attuale |
| ------------------------- | ------------------------ | --------------- | ---------- | -------- | ------ | ----------- | --------------------- | ------------------ |
| Colorado C. Tigers        | Colorado Springs         | Colorado        | 1874       | 1951     | 2013   | 2 (1)       | NCHC                  | NCHC               |
| Denver Pioneers           | Denver                   | Colorado        | 1864       | 1951     | 2013   | 7 (7)       | NCHC                  | NCHC               |
| Michigan Wolverines       | Ann Arbor                | Michigan        | 1817       | 1951     | 1981   | 9 (5)       | CCHA                  | Big Ten            |
| Michigan St. Spartans     | East Lansing             | Michigan        | 1855       | 1951     | 1981   | 3 (1)       | CCHA                  | Big Ten            |
| Minnesota Gophers         | Minneapolis e Saint Paul | Minnesota       | 1851       | 1951     | 2013   | 5 (5)       | Big Ten               | Big Ten            |
| MN Duluth Bulldogs        | Duluth                   | Minnesota       | 1947       | 1966     | 2013   | 1 (1)       | NCHC                  | NCHC               |
| UNO Mavericks             | Omaha                    | Nebraska        | 1908       | 2010     | 2013   | 0 (0)       | NCHC                  | NCHC               |
| ND Fighting Hawks         | Grand Forks              | Dakota del Nord | 1883       | 1951     | 2013   | 7 (7)       | NCHC                  | NCHC               |
| Notre Dame Fighting Irish | South Bend               | Indiana         | 1842       | 1971     | 1981   | 0 (0)       | CCHA                  | Big Ten            |
| St. Cloud State Huskies   | St. Cloud                | Minnesota       | 1869       | 1990     | 2013   | 0 (0)       | NCHC                  | NCHC               |
| Wisconsin Badgers         | Madison                  | Wisconsin       | 1848       | 1969     | 2013   | 6 (6)       | Big Ten               | Big Ten            |

### Ex-membro femminile
| Squadra           | Città       | Stato           | Fondazione | Ingresso | Ritiro | Titoli NCAA | Conference successiva      | Conference attuale         |
| ----------------- | ----------- | --------------- | ---------- | -------- | ------ | ----------- | -------------------------- | -------------------------- |
| ND Fighting Hawks | Grand Forks | Dakota del Nord | 1883       | 2004     | 2017   | 0           | La squadra si è interrotta | La squadra si è interrotta |

## Albo d'oro

### Maschile
- 1952:  Colorado C. Tigers
- 1953:  Minnesota Gophers,  Michigan Wolverines
- 1954:  Minnesota Gophers
- 1955:  Colorado C. Tigers
- 1956:  Michigan Wolverines
- 1957:  Colorado C. Tigers
- 1958:  ND Fighting Hawks,  Denver Pioneers
- 1959: —
- 1960:  Denver Pioneers,  Michigan Tech Huskies
- 1961:  Denver Pioneers,  Minnesota Gophers
- 1962:  Michigan Tech Huskies
- 1963:  Denver Pioneers
- 1964:  Denver Pioneers
- 1965:  Michigan Tech Huskies
- 1966:  Denver Pioneers,  Michigan St. Spartans
- 1967:  Michigan St. Spartans,  ND Fighting Hawks
- 1968:  Denver Pioneers,  ND Fighting Hawks
- 1969:  Denver Pioneers,  Michigan Tech Huskies
- 1970:  Michigan Tech Huskies,  Wisconsin Badgers
- 1971:  Denver Pioneers,  Minnesota Gophers
- 1972:  Denver Pioneers,  Wisconsin Badgers
- 1973:  Denver Pioneers,  Wisconsin Badgers
- 1974:  Michigan Tech Huskies,  Minnesota Gophers
- 1975:  Michigan Tech Huskies,  Minnesota Gophers

- 1976:  Michigan Tech Huskies,  Minnesota Gophers
- 1977:  Wisconsin Badgers
- 1978:  Colorado C. Tigers,  Wisconsin Badgers
- 1979:  Minnesota Gophers,  ND Fighting Hawks
- 1980:  Minnesota Gophers,  ND Fighting Hawks
- 1981:  Michigan Tech Huskies,  Minnesota Gophers
- 1982:  Wisconsin Badgers
- 1983:  Wisconsin Badgers
- 1984:  MN Duluth Bulldogs
- 1985:  MN Duluth Bulldogs
- 1986:  Denver Pioneers
- 1987:  ND Fighting Hawks
- 1988:  Wisconsin Badgers
- 1989:  Northern Michigan Wildcats
- 1990:  Wisconsin Badgers
- 1991:  Northern Michigan Wildcats
- 1992:  Northern Michigan Wildcats
- 1993:  Minnesota Gophers
- 1994:  Minnesota Gophers
- 1995:  Wisconsin Badgers
- 1996:  Minnesota Gophers
- 1997:  ND Fighting Hawks
- 1998:  Wisconsin Badgers
- 1999:  Denver Pioneers

- 2000:  ND Fighting Hawks
- 2001:  St. Cloud State Huskies
- 2002:  Denver Pioneers
- 2003:  Minnesota Gophers
- 2004:  Minnesota Gophers
- 2005:  Denver Pioneers
- 2006:  ND Fighting Hawks
- 2007:  Minnesota Gophers
- 2008:  Denver Pioneers
- 2009:  MN Duluth Bulldogs
- 2010:  ND Fighting Hawks
- 2011:  ND Fighting Hawks
- 2012:  ND Fighting Hawks
- 2013:  Wisconsin Badgers
- 2014:  MSU Mavericks
- 2015:  MSU Mavericks
- 2016:  Ferris State Bulldogs

### Femminile
- 2000:  MN Duluth Bulldogs
- 2001:  MN Duluth Bulldogs
- 2002:  Minnesota Gophers
- 2003:  MN Duluth Bulldogs
- 2004:  Minnesota Gophers
- 2005:  Minnesota Gophers
- 2006:  Wisconsin Badgers
- 2007:  Wisconsin Badgers
- 2008:  MN Duluth Bulldogs

- 2009:  Wisconsin Badgers
- 2010:  MN Duluth Bulldogs
- 2011:  Wisconsin Badgers
- 2012:  Minnesota Gophers
- 2013:  Minnesota Gophers
- 2014:  Minnesota Gophers
- 2015:  Wisconsin Badgers
- 2016:  Minnesota Gophers